# Microtus transcaspicus
Microtus transcaspicus — вид мишоподібних ссавців з родини хом'якових.

## Середовище проживання
Цей вид зустрічається в горах Копет-Даг на південному заході Туркменістану й півночі Ірану (провінція Хорассан), а також на Гіндукуші на півночі Афганістану, на висотах від 300 до 2000 метрів над рівнем моря.
Населяє сухі гірські степові місця. У Туркменії зустрічається по долинах річок, на вологих місцях з деревами і чагарниками (тополя, верба, в'яз, ожина). 

## Спосіб життя
Харчується зеленими частинами різних рослин. Це колоніальний вид. Вагітних самок виявляли з квітня. Перезимували самки дають 2–3 виводки на рік.

## Загрози й охорона
Немає відомих загроз для цього виду. Зменшення ареалу може статися через подальшу аридифікацію клімату. Вид був знайдений на багатьох заповідних територіях.